# ФК Сатурн (Раменское)
„Сатурн“ е футболен отбор от гр. Раменское, Московска област, Русия.
Основан е през 1946 г. От 1999 г. до 2010 участва в Премиер лига. В отбора са играли имена като Алексей Игонин, Дмитрий Кириченко, Виктор Онопко и Андрей Канчелскис.

## История
По времето на СССР „Сатурн“ играе предимно във втора дивизия на съветския шампионат, за 1 сезон изпада и в трета лига. От 1946 до 1950 се казва „Снайпер“. През 1951 г. е преименуван на „Криля Советов“. От 1957 до 1959 г. се казва „Труд“, а от 1960 носи сегашното си име „Сатурн“. През 1991 е основан сателитен тим на Сатурн – „Сатурн 2“.
През 1998 за първи път тимът се класира за Премиер-лигата на Русия, под ръководството на Сергей Павлов. През 2002 е прекръстен на Сатурн Рен ТВ, след като спонсор става едноименната телевизия. От 2004 отново се казва Сатурн. Най-големият успех на тима е 5 място през сезон 2007. През сезон 2008 участват в Интертото. Голмайстор на турнира става Дмитрий Кириченко.
През 2010 г. клубът изпада в дългове и е закрит. Дублиращият отбор- Сатурн-2 все още фунцкионира, като се състезава в Руска Втора Дивизия. В септември 2011 Сатурн-2 започва процедура по смяна на името на Сатурн Раменское с цел да продължи традициите на отбора от подмосковието. На 12 октомври 2011 дублиращият тим вече се казва Сатурн. След края на сезон 2011/12 губи професионалният си лиценз и изпада в ЛФЛ.
През 2014 г. отборът е възроден.

## Предишни имена
- „Снайпер“ (1946—1950)
- „Криля Советов“ (1951—1957)
- „Труд“ (1958—1959)
- „Сатурн-REN TV“ (от 6 февруари 2002 до 26 януари 2004)
- „Сатурн“ (от 1960 до 5 февруари 2002 и от 27 януари 2004)

## Успехи
- Шампион на Руска Първа Дивизия 1998/1998 г.
- Полуфиналист за Купата на Русия – 2001/2002, 2005/2006 г.
- 5 място в РФПЛ – 2007

## Последен състав в РФПЛ
Вратари:
1  Антонин Кински
33  Витали Чилюшкин
77  Артьом Ребров
Защитници:
3  Зелао
6  Димитрий Глачьов
15  Руслан Нахушев
16  Вадим Евсеев
19  Денис Халилович
24  Бенуа Ангбва
2  Дмитро Парфьонов
63  Евгений Малков
Халфове:
5  Алексей Игонин(капитан)
7  Пьотр Немов
9  Малхач Гаджиев
11  Денис Бояринцев
14  Дмитрий Кудряшов
21  Андрей Каряка
28  Владимир Кузмичьов
31  Евгений Левченко
37  Роман Воробьов
41  Александър Сапета
88  Алексей Иванов
92  Артьом Першин
Нападатели
8  Марко Топич
14  Дмитрий Кириченко
20  Мартин Якубко
29  Леонид Ковел
99  Соломон Окоронкво

## Известни футболисти
- Сергей Рогачев – с най-много голове (33) за „Сатурн“ в Премиер-лигата
- Дмитрий Лосков
- Дмитрий Кириченко
- Виктор Онопко
- Антонин Кински
- Андрей Канчелскис
- Алексей Медведев